# Secuestro de Chibok

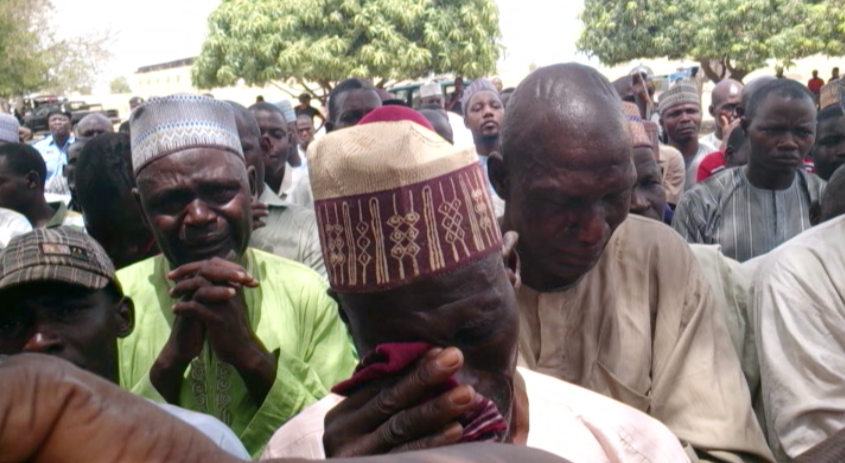
Padres de las rehenes llorando por el secuestro de sus hijas.

El secuestro de Chibok fue un secuestro y esclavización masivos perpetrados por el grupo terrorista Boko Haram en un colegio femenino de Chibok, Borno (nordeste de Nigeria) el 14 de abril de 2014. El número de alumnas secuestradas y esclavizadas se estima en 279 de las cuales 219 permanecían en paradero desconocido dos años después. Las jóvenes están entre las 2000 mujeres y niñas secuestradas en el periodo 2014-2015 por Boko Haram, según la BBC, pero este caso provocó especialmente la atención internacional. En octubre de 2016 se logró la liberación de 21 chicas secuestradas y en noviembre de otra. Cuando el 14 de abril de 2019 se cumplió el quinto aniversario del secuestro, aún se desconocía el paradero de 112 de las 279 niñas secuestradas.

## Antecedentes
Boko Haram (en hausa: bóokòo haram, 'la pretenciosidad es anatema'; a veces traducido como 'la educación occidental es pecado') es un grupo terrorista que percibe la "occidentalización" de Nigeria como la principal fuente de "corrupción" del país. Miles de civiles han sido asesinados en ataques perpetrados por el grupo insurgente. En mayo de 2013 el Gobierno de Nigeria declaró el estado de emergencia en el estado de Borno para combatirles. Como resultado, varios líderes y miembros de Boko Haram han muerto o han sido detenidos. Sin embargo, se mantienen fuertes en las áreas montañosas del norte del país. Su objetivo principal es la población civil.
Desde 2010, sus blancos han sido los centros educativos, donde han llegado a matar a centenares de escolares. Un portavoz de la banda declaró que seguirán atacando hasta que el Gobierno deje de interferir en la enseñanza islámica. En consecuencia, 10 000 niños son privados de ir a las escuelas, sobre todo niñas, las cuales son secuestradas, bien para que no puedan recibir educación o como esclavas sexuales.
En 2014 los ataques se intensificaron. En febrero los terroristas masacraron a más de cien cristianos residentes de las localidades de Doron Baga e Izghe. En febrero 59 estudiantes fallecieron en un atentado en el Colegio Gobierno Federal de Buni Yadi. Al mes siguiente, asaltaron una base militar en Giwa, donde liberaron a militantes detenidos.
El secuestro del colegio tuvo lugar el mismo día en el que se produjo un atentado en Abuya, en el que fallecieron 88 personas. A Boko Haram se le responsabiliza de las muertes de aproximadamente 4000 personas en 2014.

## Asalto y secuestro

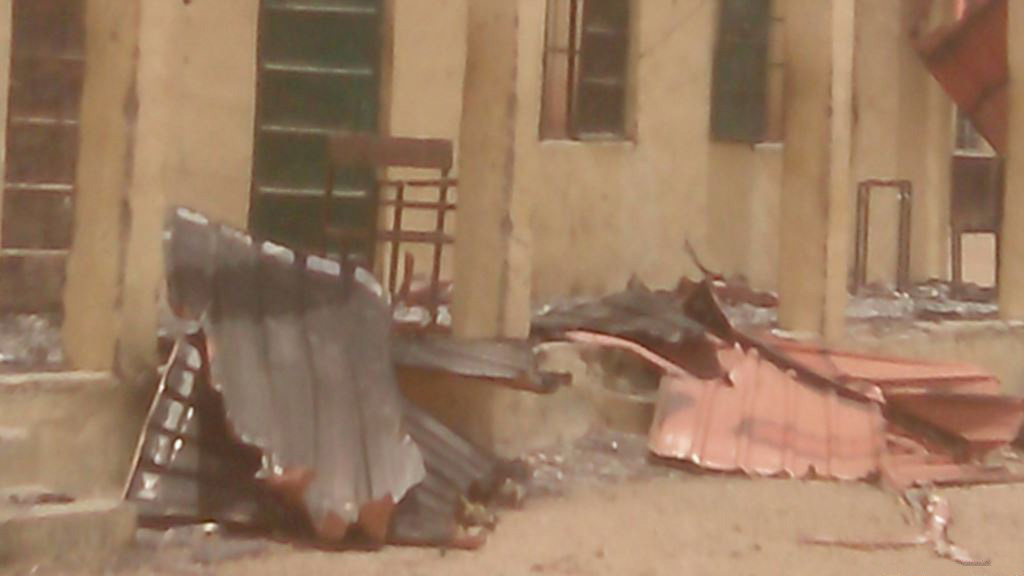
Estado del instituto tras el asalto. Cabe destacar que los centros educativos son "blancos prioritarios" para Boko Haram.

El 14 de abril de 2014, un grupo irrumpió en el colegio de enseñanza secundaria, disparando contra los guardias de seguridad. En la escuela había más de 300 alumnas de áreas cercanas haciendo sus exámenes. Las constantes amenazas de Boko Haram a las distintas escuelas del territorio habían provocado el cierre de varios centros, pero la escuela de Chibok continuó con su actividad pues hasta entonces, a pesar de las múltiples amenazas, nunca había llegado a suceder nada.
Los terroristas llegaron de noche, armados y fueron directamente a los dormitorios donde estaban las chicas que más tarde cargaron en camiones.
Cincuenta y siete adolescentes lograron escaparse pocas horas después del secuestro cuando eran trasladadas a la zona forestal de Sambissa, ubicada al noreste de Nigeria saltando de los camiones y escondiéndose por los caminos. Una de las chicas que escapó explicó a los medios que los terroristas les dijeron que solo acudían a la escuela para "prostituirse" porque "la educación occidental está prohibida y no tiene ningún valor".
Pocos días después del secuestro Amnistía Internacional denunció que según fuentes creíbles el ejército nigeriano habían recibido información sobre el ataque cuatro horas antes pero fallaron en el momento de enviar refuerzos para proteger el centro educativo. Las fuerzas armadas de Nigeria confirmaron las informaciones de AI y alegaron que "se vieron desbordados" por la situación.

## Desarrollo posterior
Un informe dado a conocer el 30 de abril de 2014 sin confirmar por fuentes independientes pero consideradas creíbles por Halite Aliyu, líder de la organización civil Borno-Yobe People's Forum, algunas de las jóvenes fueron forzadas a casarse con miembros de Boko Haram y vendidas por 2000 nairas (12,50 dólares). Algunas de ellas al negarse a la fe islámica porque eran cristianas fueron asesinadas, y otras habrían sido trasladadas a los países vecinos de Chad y Camerún.
2 de mayo de 2014. El responsable de la policía de Borno pidió a los padres de las alumnas secuestradas que trasladen a la policía información y fotografías de las víctimas ya que el incendio en la escuela había impedido obtener dicha información.
El 4 de mayo, el presidente Goodluck Jonathan habló por primera vez desde que tuviera lugar el suceso y alegó que "estaban haciendo todo lo posible por encontrarlas", al mismo tiempo que responsabilizaba a las familias de no proveer suficiente información. Ante estas declaraciones, un anciano de Chibok calificó las palabras del mandatario de "charlatanería". Por su parte, la ciudadanía (incluidos los propios familiares) criticaron la ineficacia del Gobierno ante la lenta respuesta.
El 5 de mayo, el líder de Boko Haram Abubakar Shekau se atribuyó la autoría del ataque y secuestro a través de un vídeo en el que afirmaba que: «Alá me ordenó que las vendiese... y yo me encargo de cumplir sus órdenes». «La esclavitud está permitida en el Islam». En el mensaje se apuntaba que "las niñas no deberían ser escolarizadas, sino servir como esposas".
A los pocos días, el grupo insurgente volvió a secuestrar otro grupo de jóvenes entre 12 y 15 años al nordeste del país.
El 12 de mayo, el grupo grabó otro videomensaje en el que aparecían 130 de las rehenes cubiertas con hiyab. En el vídeo exigían la liberación de los prisioneros a cambio de las jóvenes, las cuales, según palabras del cabecilla, se convirtieron al islam "por voluntad propia".
Algunos medios de comunicación aseguraron que un periodista nigeriano estaba arriesgando su vida como intermediario en la negociación entre el Gobierno y Boko Haram para la liberación de los rehenes. La información fue desmentida el 24 de mayo tras una reunión entre el presidente de Nigeria y los ministros de exteriores estadounidense, israelí, francés y británico en París donde acordaron que no habría negociación alguna y que la solución pasaba por una operación militar de rescate.
Dos días después, el gabinete de Defensa informó de que las fuerzas de seguridad nigerianas habían localizado el lugar en el que se encontraban retenidas las estudiantes aunque descartó recurrir a la fuerza para evitar bajas.
30 de mayo. Según informaciones recogidas por la prensa internacional en la región de Baale, al nordeste del país, algunos residentes de la zona hallaron a dos niñas en mal estado de salud pero conscientes, atadas y abandonadas en un árbol mientras que otras cuatro fueron asesinadas y enterradas por "desobediencia".
El 17 de octubre el ejército de Nigeria anunció que habían llegado a un acuerdo de alto el fuego por el que Boko Haram se comprometería a liberar a las estudiantes tras medio año en cautiverio. Los terroristas negaron el acuerdo en un video difundido el 31 de octubre en el que comunicaron también que las niñas habían sido convertidas al islam y casadas. En su alocución, el líder del grupo se dirigió a las familias de las jóvenes secuestradas diciendo: "Si ustedes supieran el estado de sus hijas hoy, podrían... morir de pena".
En abril de 2016 se dio a conocer la existencia de un vídeo, datado de diciembre de 2015, en el que aparecen 15 de las chicas raptadas (identificadas por tres madres y una compañera de clase) permitiendo confirmar que al menos algunas de las jóvenes raptadas siguen con vida dos años después.
29 de mayo de 2016. El nuevo presidente de Nigeria, Muhammadu Buhari, prometió durante su primer discurso intensificar la lucha contra Boko Haram, al que calificó de "irreligioso" y "descerebrado", y aseguró que hará todo lo posible por rescatar a las chicas de Chibok.
En junio de 2016 fue encontrada con vida la primera niña víctima del secuestro. El ejército de Nigeria confirmó su identidad, al igual que el portavoz de la asociación de padres, Hosea Abana Sambido, después de que fuera reconocida por sus padres. El ejército de Nigeria aseguró además haber rescatado a otra de las niñas.
14 de agosto de 2016. Boko Haram hizo público un tercer vídeo en el que aparecían unas 50 chicas jóvenes que, supuestamente y a falta de verificación oficial, serían parte de las 276 niñas de Chibok. En el video una chica relata que decenas de ellas murieron durante un bombardeo de la aviación nigeriana. En el video se pide a las familias a que convenzan al Gobierno nigeriano de negociar con Boko Haram y se advierte de que si continúa el bombardeo de sus posiciones las niñas serían usadas como  “escudos humanos”.
El 13 de octubre de 2016 fueron liberadas 21 de las niñas secuestradas. El Gobierno de Nigeria confirmó que fue fruto de un pacto negociado con Boko Haram con la mediación de la Cruz Roja Internacional y el Gobierno de Suiza. Según fuentes locales recogidas por la agencia Afp las chicas fueron cambiadas por cuatro guerrilleros de Boko Haram encarcelados desde hacía algunos meses. El Gobierno de Nigeria declinó confirmar el dato. El portavoz del Ministerio de Defensa, general Rabe Abubakar admitió negociaciones con el grupo y manifestó su optimismo para liberar al resto de las niñas. Se calcula que todavía hay 197 niñas de Chibok en manos de Boko Haram.
El 5 de noviembre de 2016 se anunció que soldados desplegados en Pulka, en el estado de Borno, encontraron a Maryam Ali Maiyanga del grupo de chicas secuestradas en Chibok cuando interrogaban a algunas personas que afirmaban haber escapado del escondite de Boko Haram en el bosque de Sambisa. Un día antes la ONG Human Rights Watch reveló 43 casos de abusos violaciones por parte de la policía y el ejército de Nigeria a mujeres huidas de Boko Haram.
El 6 de enero de 2017 se anunció el rescate de Rakiya Abubkar, con su bebé de seis meses. Fue rescatada por tropas de la operación "Lafiya Dole", desarrollada por el ejército de Nigeria contra Haram Boko.
El 6 de mayo de 2017 fueron puestas en libertad 82 de las aproximadamente 175 niñas que continuaban secuestradas, como resultado de una negociación entre el Gobierno y Boko Haram, que las liberó a cambio de la liberación de dos milicianos encarcelados.
El 20 de mayo de 2017 ceremonia en Abuya para el encuentro de las 82 niñas liberadas con sus familiares a los tres años de su secuestro. Varias televisiones locales emiten el reencuentro en directo.

## Reacciones

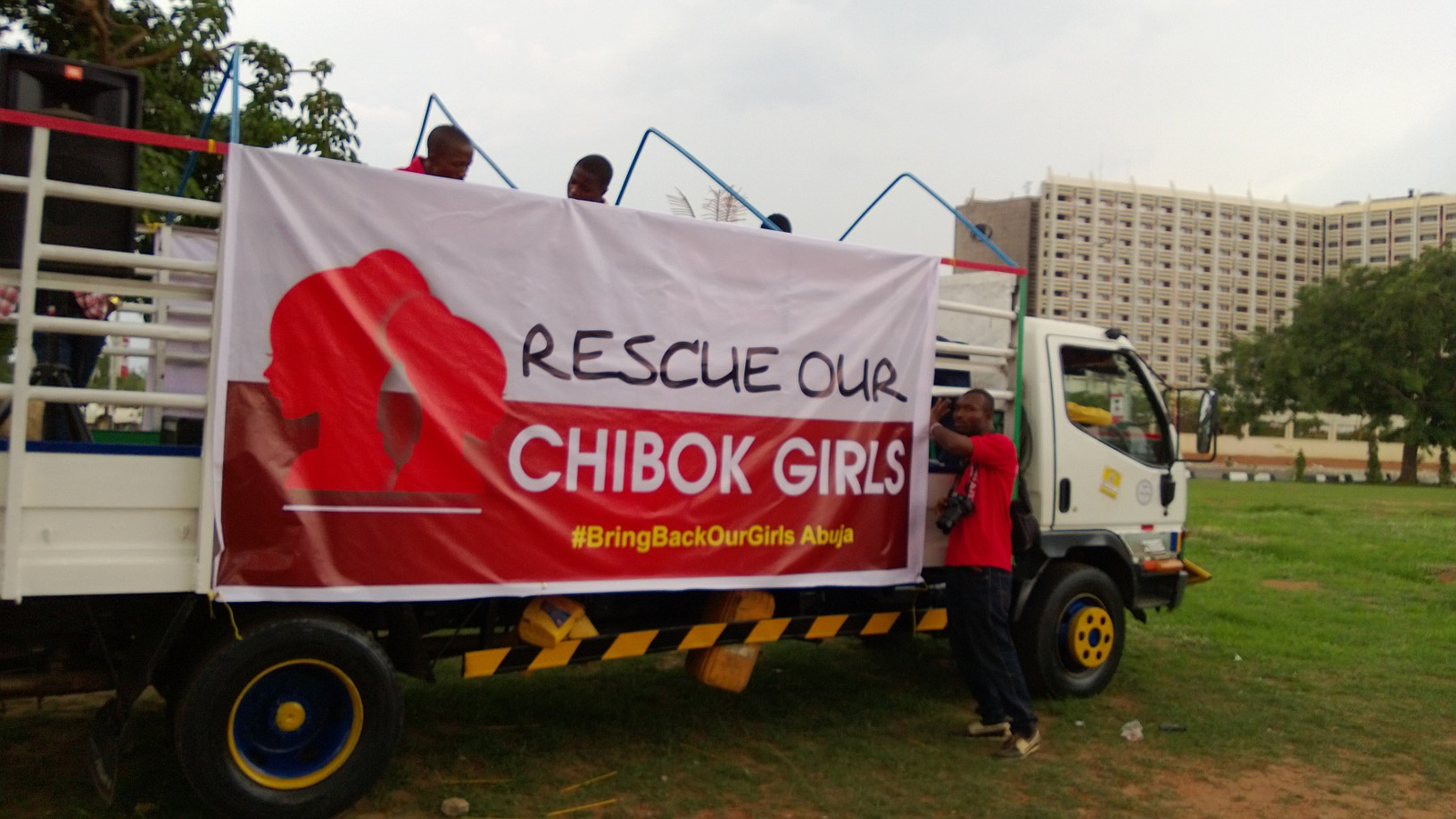
Camioneta con una lona donde se pide la liberación de las jóvenes.

El exembajador de Estados Unidos en Nigeria afirmó que: "a medida que la fuerza de Boko Haram va in crescendo, la del Gobierno muestra señales alarmantes de debilidad en cuanto a la seguridad de sus ciudadanos". El director del Consejo Atlántico de África Central, J. Peter Pham, declaró que "el fracaso del Gobierno en este tipo de actuaciones no hace sino demostrar la incapacidad de estos".
El Gobernador de Chibok Kashim Shettima exigió visitar el lugar del suceso a pesar de haber sido avisado de la peligrosidad existente. Mientras, el ejército junto con guardas y voluntarios empezó a peinar el bosque que marca la frontera con Camerún desde el 21 de abril. Por su parte, el Secretario General de la ONU Ban Ki-moon y la ONG UNICEF se limitaron a condenar el secuestro.
Los días 3 y 4 de mayo se produjeron manifestaciones en ciudades como Los Ángeles y Londres, aparte del oeste de Nigeria, en apoyo de las víctimas. Al mismo tiempo se abrieron cuentas en redes sociales como Twitter bajo el hashtag #BringBackOurGirls (Devuelvan Nuestras Chicas) exigiendo la liberación.
El presidente de la Sociedad Musulmana de Estudiantes de Nigeria hizo un llamamiento a la oración "para que Alah intervenga en esta delicada situación". El sultán de Sokoto Al-Haji Sa'ad Abubakar también se dirigió a sus fieles para que "alzaran las plegarias e intensificaran su esfuerzo para liberar a las personas inocentes".
El 30 de abril, centenares de manifestantes se presentaron ante el Parlamento para exigir acciones gubernamentales y militares inmediatas contra los secuestradores.
Varios Gobiernos, como el estadounidense o el británico, afirmaron que enviarían expertos a la zona para ayudar en la búsqueda. Los expertos del Reino Unido recibirán órdenes de varios departamentos gubernamentales, incluyendo el Ministerio de Exteriores, el Departamento Internacional para el Desarrollo y el Ministerio de Defensa, para colaborar con las autoridades locales. En cuanto al comando estadounidense, estaría formado por militares y fuerzas del orden especializadas en inteligencia, investigación, negociación de rehenes, información y asistencia a las víctimas.
El exvicepresidente Atiku Abudayar y el portavoz del Consejo del Gobernador del Norte Babangida Aliyu agradecieron las ayudas estadounidenses.
Otros países de la Unión Europea también se ofrecieron a colaborar en la misión de búsqueda además de China, cuyo Gobierno afirmó que compartirá información relevante con el Gobierno nigeriano.
El primer ministro de Canadá Stephen Harper ofreció un comunicado en el que su ejército iba a unirse a la comunidad internacional con el objetivo de rescatar a las rehenes, aunque sin detallar el número de refuerzos y la duración de la misión que según el ministro es "confidencial.
El ministro de Asuntos Exteriores de Irán Hossein Amir-Abdollahian se reunió con el embajador de Nigeria en Teherán y acusó a los responsables de "Takfires" (falsos musulmanes). Desde el Gobierno ofrecieron su ayuda para resolver la crisis.
Organizaciones feministas internacionales como FEMNET o Igualdad Ya organizaron la campaña #Bringbackourgirls para reclamar su rescate.